# Kajetan
Kajetan – imię męskie pochodzenia łacińskiego. Pierwotnie oznaczało „pochodzący z Caiety”, miasta w Italii. Na Kresach imię to cieszyło się szczególną popularnością wśród mniejszości ormiańskiej.
Kajetan imieniny obchodzi 7 sierpnia.
Znane osoby noszące imię Kajetan:
- św. Kajetan z Thieny
- św. Kajetan Catanoso
- Kajetan, kardynał (właściwie Tommaso de Vio)
- Kajetan Broniewski
- Gaetano Cicognani (1881–1962) – włoski duchowny katolicki, dyplomata, kardynał
- Gaetano Donizetti
- Kajetan Duszyński (ur. 1995) – polski lekkoatleta, mistrz olimpijski w sztafecie mieszanej 4 x 400 m
- Kajetan Kajetanowicz
- Kajetan Koźmian
- Kajetan Kraszewski
- Kajetan Lewandowski
- Gaetano Mosca
- Kajetan Ignacy Sołtyk
- Gaetano di Ventimiglia (1888–1973) – włoski operator filmowy, współpracujący przy brytyjskich, niemieckich i włoskich obrazach w okresie kina niemego
- Tomasz Kajetan Węgierski